# Marcus Toledo
Marcus Vinicius Toledo (São Paulo, 10 de julho de 1986), é um jogador de basquete brasileiro 
Marcus cresceu na capital paulista e espelhado na mãe e no irmão, que também eram atletas de basquete, batia bola nos intervalos das partidas e logo foi indicado ao clube Monte Líbano em São Paulo já aos seis anos. Logo se destacou e foi jogar na Europa enfrentando seu maior desafio, ainda com 17 anos.
Em 2007 retornando a Seleção Brasileira foi campeão Pan-Americano de 2007.
Retorna em 2013 ao Brasil depois de jogar por 12 anos na Espanha e, agora, busca o título do NBB, defendendo, primeiro, a equipe do Mogi das Cruzes, e, depois, o Pinheiros, alcançar novas conquistas.
Principais resultados pelas seleções brasileiras: Pan-Americano de 2007 (medalha de ouro); Seleção Brasileira Adulta (campeão Sul-Americano na Venezuela); Copa América Sub-19 (4ª lugar no Canadá); Seleção Brasileira Sub-16 (campeão Sul-Americano).